# Moortsele
Moortsele est une section de la commune belge d'Oosterzele située en Région flamande dans la province de Flandre-Orientale. C'était une commune à part entière avant la fusion des communes de 1977.

## Démographie

### Évolution démographique
- Sources : INS, Rem. : 1831 jusqu'en 1970 = recensements, 1976 = nombre d'habitants au 31 décembre[2].

## Tourisme
Le sentier de grande randonnée 122 traverse le territoire de la localité.